# AD Vitória
AD Vitória is een Braziliaanse voetbalclub uit Vitória de Santo Antão in de staat Pernambuco. 

## Geschiedenis
De club werd opgericht in 1990. In de jaren negentig speelde de club vier keer in de Série C en nog een keer in 2005. In 2007 werd de club ontbonden en in 2008 werd de opvolger Vitória das Tabocas opgericht.